# Anton Donev
Anton Sztojcsev Donev (Антон Стойчев Донев, Szófia, 1927. december 12. – Szófia, 1985. február 23.) bolgár tudományos-fantasztikus író, orvos.

## Élete
Eredeti szakmája orvos volt, hosszú ideig Bulgária különböző kórházaiban dolgozott, valamint körzeti orvos volt. Irodalmi pályafutását az 1950-es évek végén kezdte, popzenei dalszövegeket, rövid, humoros történeteket írt. Munkáira többnyire a finom irónia, szatíra jellemző, gyakran régi mítoszokat, klasszikus témákat írt újra a tudományos-fantasztikus irodalom eszközeivel.
Egyik legismertebb munkája, a Диамантеният дим (Gyémántfüst) Sherlock Holmes egyik leszármazottjától szól, aki egy robot által elkövetett bűncselekményt derít fel. Néha a humoros miszticizmus jellemzi írásait, például a Грeшкaтa нa Сaтaнaтa (A sátán tévedése) és a Въпрос на нерви (Idegek kérdése) című elbeszéléseiben. Humoros fantasztikus novelláinak gyűjteményes kiadása 1966-ban jelent meg Фантастичен хумор (Fantasztikus humor) címmel. Бокс, любов и други неприятности (Boksz, szerelem és más kellemetlenségek) című, nem humoros hangvételű fantasztikus regénye 1967-ben került az olvasók elé. Több munkáját oroszra fordították.
Ő volt az egyetlen bolgár képviselője az Amerikában 1970-ben megjelent Other Worlds, Other Seas (Más világok, más tengerek) című antológiának, amely a szocialista országok fantasztikus irodalmát mutatta be, s amelyet francia és német nyelvre is lefordítottak. Társszerzője volt két színdarabnak, amelyeket a szófiai színházak mutattak be Не само животът е ценен (Nem csak az élet drága), Имате ли двойник? (Van egy hasonmásod?). Tüdőgyulladásban hunyt el. Fia, Anton Antonov Donev szintén sci-fi szerző.
Magyarul egyetlen novellája jelent meg a Galaktika 13. számában 1975-ben, Az ideális férj (Идеалният мъж) cím alatt.